# Automachef
『オートマシェフ』(英:Automachef)は、Hermes Interactive（後のRhombico Games）が開発、Team17が販売するゲームソフト。内容はパズルゲーム要素を持った経営シミュレーションゲーム。
本作は見下ろし型の3Dゲームで、プレイヤーはベルトコンベアなどの機械を用いてレストランのキッチンを自動化し、火事、サルモネラ菌などの問題を解消しながら、消費電力、提供時間などの観点から最も効率的なキッチンを設計することが目的となる。
一般的なシミュレーションゲームとは異なり、限られたリソースやスペースの中で設計を行うため、パズルゲームとしての要素が強い。

## ゲーム内容
キャンペーンモード
30といくつかのボーナスステージで構成されるステージクリア形式を採用したモード。各ステージには提供する料理数がクリア条件として課され、使用できる機械への制限や、消費電力に対する制限などの特徴がある。
契約モード
プレイヤーがキッチン専門の設計会社を経営し、様々な企業からの依頼をこなすモード。開始時点では使用できる装置は限られているが、資金を用いて新たな装置を開発できるようになる。
試験場
サンドボックスモードであり、全ての装置を無制限に使用することができる。

## 開発
アルゼンチンのFederico Casaresは、10年間ゲームやウェブ向けのアプリ等の開発会社のバックエンドを務めた後、Hermes Interactiveを立ち上げ、2017年2月に『Winds Of Trade』でデビューを果たした。
本作の単純なプロトタイプは『Winds Of Trade』の配信から数か月後に作られた。この時点でCasaresは趣味のつもりだったが最終的には本格的なゲームになったと、日本のゲーム専門ニュースサイト「Game*Spark」とのインタビューの中で述懐している。また、Casaresは生産ラインの自動化を題材とした作品（例：『Satisfactory』）が大元のコンセプトに影響を与えたとしつつも、『Human Resource Machine』や『Overcooked』といった作品からの影響も認める一方、実際にプレイしてみるとこれらの作品とは異なることに気づくだろうと語っている。